# Йоверкаликс
Йоверкаликс (на шведски: Överkalix; на фински: Ylikainuu, Юликайнуу) е малък град в североизточна Швеция, лен Норботен. Главен административен център на едноименната община Йоверкаликс. Разположен е около мястото на вливането на реките Енгесон и Ландсон в река Каликселвен. Намира се на около 800 km на североизток от централната част на столицата Стокхолм и на около 80 km на североизток от главния град на лена Люлео. Населението на града е 975 жители според данни от преброяването през 2010 г.